# ヒロマルチェーン
ヒロマルチェーンは株式会社ヒロマルチェーンがポプラ (コンビニエンスストア)に買収されるまで運営していた日本のコンビニエンスストアである。
関東地方を中心に店舗展開。1997年には過去最高となる392店舗となる。

## 沿革
- 1960年（昭和35年）5月26日 -「ヒロマルチェーン」設立[1]
- 1965年 - VC育成策検討のため、通産省、経済企画庁、日本開発銀行がヒロマルチェーン本部と加盟店を視察ーの企画に、モデルチェーンとして全国に紹介される。
- 1966年 - 協会設立ヒロマルチェーン会長濱口祐三が、協会副会長に就任 静岡県下に「ヒロマルチェーン東海部」を設立
- 1977年 - Japan Shopに「HI MART」のモデル店舗を出店 直営1号店オープン
- 1979年 - 酒類を中心とする加盟店の名称を「LIQUOR & WINE」（L & W）に統一、加盟店・本部間のオンライン化スタート
- 1983年 - コンビニエンスストア業態「スリーエイト」開始
- 1985年 - 新RAS　システム稼動
- 1989年 - POSシステム導入
- 1990年 - ヒロマルチェーン協同組合設立
- 1994年-株式会社廣屋FGマイチャミーと業務提携
- 1995年 - 新チェーンシステム「TOMORROW NET WORK SYSTEM (T-Nets)」導入

コンビニエンスストアと持ち帰り弁当店の新複合業態ヒロマルベントマン開発・導入
FGマイチャーミーと菓子、アイスクリーム、雑貨、雑誌のベンダーを統合
ヒロマルチェーン専用、共同物流センター（葛西物流センター）稼動
FGマイチャーミーとの物流統合
ヒロマルチェーン濱口吉右衛門会長　藍綬褒章受賞
- 1996年-DDI、日本テレコム料金収納代行業務開始

MDシステム（Express）導入
気象情報導入
ハンディーターミナル新機種導入
日本高速通信、日本国際通信、国際デジタル通信料金収納代行業務開始
日配共配センターを三鷹から川口に移設
葛西センターDPS（デジタルピッキング）
- 1997年 - CVM（コンビニマート）フォーマット実験開始

FGマイチャミー本部・株式会社ヒロマルチェーンと統合
野菜産直供給開始
- 1998年 - ニッセン、セシール、電算システム（DSK）、ファンケル、NHK（受信料）、シムリー収納代行業務開始
- 1999年 - 日本自動車連盟（JAF会費）、エイボン・プロダクツ、東京デジタルホン、DDIポケット電話、オルビス、日経BP社、日本移動通信収納代行業務開始

本部　新マーチャンダイジングシステム導入
- 2003年 - ポプラに「ヒロマルチェーン」「マイチャミー」255店舗を運営する株式会社ヒロマルチェーン、エフジーマイチャミー株式会社を買収される。

## 店舗
- ヒロマルチェーン
- スリーエイト
- リカー&ワイン
- ハイマート

### 店舗数
| 年月       | ヒロマルチェーン | マイチャーミー | 計  |
| ---------- | ---------------- | -------------- | --- |
| 1991年     | -                | 135            | -   |
| 1997年6月  | 302              | 101            | 403 |
| 1997年7月  | 392              | 11             | 403 |
| 2002年12月 | 261              | 10             | 271 |
| 2003年     | -                | -              | 255 |